# Janusz Głowacki
Pour les articles homonymes, voir Głowacki.
Janusz Andrzej Głowacki, né le 13 septembre 1938 à Poznań et mort le 19 août 2017, est un écrivain, dramaturge, romancier, scénariste et chroniqueur polonais.

## Biographie
Après des études de lettres à l'université de Varsovie, Janusz Głowacki écrit des nouvelles et des chroniques dans diverses publications où il est remarqué pour son écriture vivace et pleine d'humour et d'ironie.
Il écrit ensuite des scénarios et Andrzej Wajda porte à l'écran en 1969 La chasse aux mouches (Polowanie na muchy).
Le film La Croisière (Rejs), comédie satirique de la Pologne communiste tournée en 1970 par Marek Piwowski sur un scénario de Janusz Głowacki, considérée aujourd'hui comme un film-culte, le rend très populaire.
La proclamation de l’état de siège en décembre 1981 le surprend pendant un séjour à Londres, où sa pièce Kopciuch (Cinder) triomphe au Royal Court Theatre dans une mise en scène de Danny Boyle. Elle est élue meilleure production théâtrale de l’année par le Guardian et le Times. Il part l'année suivante aux États-Unis, où il décide de s'établir. Il y est reconnu grâce à plusieurs succès sur les planches de Broadway, notamment Antigone à New York. Il y reçoit plusieurs prix (comme Guggenheim Fellowship, National Endowment for the Arts, etc.). Il est joué en France par Jean-Louis Trintignant et Tanya Lopert, créateurs de La Chasse au cafard (Polowanie na karaluchy/Hunting Cockroaches) au Théâtre des Célestins de Lyon, et par Chantal Lavallée, Bruno Pesenti, Yves Robert Viala, mis en scène par Urszula Mikos pour Antigone à New York.
Tout en continuant à résider à New York après 1989, il fait des séjours réguliers en Pologne. Il est lauréat en 2011 du Grand Prix de littérature de la ville de Varsovie.
En 2011, il écrit le scénario d'un film sur Lech Wałęsa que doit tourner Wajda.

## Ouvrages

### Disponibles en français
- Antigone à New York, (traduit par Olivier Cohen et Urszula Mikos), Éditions Théâtrales, 2005  (ISBN 978-2-8426-0190-4)
- My Sweet Raskolnikov et autres récits, (traduit par Jean-Yves Erhel), Noir sur Blanc, 1989,  (ISBN 978-2-8825-0010-6)
- La quatrième sœur, L'Avant-scène Théâtre n° 1153, 1984
- La Grève, (traduction de Moc truchleje), roman, Olivier Orban, 1982  (ISBN 978-2-8556-5179-8)
- Good night, Djerzi (traduction par Laurence Dyèvre), Fayard, 2013  (ISBN 978-2-213-66323-4)

### Éditions originales polonaises
- Wirówka nonsensu (L'essoreuse du non-sens). Varsovie: PIW, 1968.
- Dzień słodkiej śmierci (Le jour d'une douce mort), Varsovie: Iskry, 1969
- Nowy taniec la-ba-da i inne opowiadania (La nouvelle danse la-ba-da et autres récits), Varsovie: PIW, 1970.
- W nocy gorzej widać (La nuit, on voit moins bien), Varsovie: Czytelnik, 1972.
- Cudzołóstwo ukarane (Punition de l'adultère), "Dialog", 1972.
- Paradis, Varsovie: PIW, 1973.
- Powrót hrabiego Monte Cristo (Le Retour du comte de Monte Cristo), Varsovie: "Czytelnik", 1975.
- Mecz (Le match), "Dialog" 1976.
- Moc truchleje (Le pouvoir tremble), Varsovie: Krąg, 1981. (publié en français sous le titre La Grève)
- Polowanie na karaluchy (La Chasse aux cafards), "Dialog", 1990.
- Fortynbras się upił (Fortimbras est saoul), "Dialog", 1990.
- Antygona w Nowym Jorku (Antigone à New York). "Dialog", 1992.
- Ścieki, skrzeki, karaluchy. Utwory prawie wszystkie (Œuvres presque complètes), Varsovie: BGW, 1996.
- Czwarta siostra (La quatrième sœur), (wyst. 2000)
- Tego się nie tańczy (Ça ne se danse pas), Varsovie: Rosner & Wspólnicy, 2003.
- Nie mogę narzekać (Je ne peux pas me plaindre), Varsovie: Rosner & Wspólnicy, 2003.
- Ostatni cieć, Varsovie: Czytelnik, 2001. Varsovie: Świat Książki, 2007.  (ISBN 978-83-247-1326-4)
- Z głowy (De tête), Varsovie: Świat Książki, 2004.
- Jak być kochanym (Comment être adorable), Varsovie: Świat Książki, 2005.
- Pięć i pół (Cinq et demi), Varsovie: Świat Książki, 2007  (ISBN 978-83-247-0688-4)
- Skrzek (Le Cri), Varsovie: Świat Książki, 2007  (ISBN 978-83-247-1325-7)
- Good night, Dżerzi, Varsovie: Świat Książki, 2010. (sur Jerzy Kosinski)

Outre l'anglais et le polonais, certaines de ses œuvres sont disponibles en allemand, chinois, espagnol, estonien, français, hongrois, serbe, slovène, tchèque. 

Il est membre de l'association des écrivains polonais (Stowarzyszenie Pisarzy Polskich (pl)).

## Filmographie (scénarios)
- 1969 : La Chasse aux mouches (Polowanie na muchy) de Wajda
- 1970 : La Croisière (Rejs), de Marek Piwowski
- 1972 : Il faut tuer cet amour (Trzeba zabić tę miłość), de Janusz Morgenstern
- 1998 : Billboard de Łukasz Zadrzyński